# Катарач (Талицкий муниципальный округ)
Катарач — село в Талицком городском округе Свердловской области, Россия.

## Географическое положение
Село Катарач муниципального образования «Талицкого городского округа» Свердловской области находится на расстоянии 50 километров (по автотрассе в 63 километрах) к юго-востоку от города Талица, на берегах реки Катарач (правый приток реки Ручей Бутка, бассейн реки Пышма).

## Прокопиевская церковь
В 1850 году была построена деревянная, однопрестольная церковь, которая была освящена во имя праведника Прокопия Устюжского 30 января 1850 года. Церковь была закрыта в 1930-е годы.

## Население
| 2002 | 2010 | 2021 |
| ---- | ---- | ---- |
| 326  | ↘214 | ↘181 |